# ブリンク-182
『ブリンク-182』 (Blink-182) は、アメリカのポップ・パンクバンド、ブリンク 182の5枚目のアルバム。2001年6月12日に前回とは違うゲフィン・レコードから発売された。プロデューサーは、1999年発売の『エニマ・オブ・アメリカ』と2001年発売の『テイク・オフ・ユア・パンツ・アンド・ジャケット』を手掛けたジェリー・フィンがプロデュースした。

## 収録曲
1. フィーリング・ディス - "Feeling This - 2:53
2. オービエス - Obvious - 2:43
3. アイ・ミス・ユー - I Miss You - 3:47
4. ヴァイオレンス - Violence - 5:20
5. ストックホルム・シンドローム - Stockholm Syndrome - 2:42
6. ダウン - "Down - 3:03
7. ザ・フォーレン・インタールード - The Fallen Interlude - 2:13
8. ゴー - Go - 1:53
9. アスセニア - Asthenia - 4:20
10. オールウェイズ - Always - 4:12
11. イージー・ターゲット - "Easy Target - 2:20
12. オール・オブ・ディス - All of This - 4:40
13. ヒアーズ・ユア・レター - Here's Your Letter - 2:55
14. アイム・ロスト・ウィズアウト・ユー - I'm Lost Without You - 6:22
15. ザ・ロック・ショウ - The Rock Show - :07
  - シカゴでのライブ音源(日本盤ボーナス・トラック)【ボーナス】